# Erigorgus concavus
Erigorgus concavus är en stekelart som beskrevs av Kusigemati 1987. Erigorgus concavus ingår i släktet Erigorgus och familjen brokparasitsteklar. Inga underarter finns listade i Catalogue of Life.